# (1944) Günter
(1944) Günter – planetoida z pasa głównego asteroid okrążająca Słońce w ciągu 3 lat i 130 dni w średniej odległości 2,24 j.a. Została odkryta 14 września 1925 roku w Landessternwarte Heidelberg-Königstuhl w Heidelbergu przez Karla Reinmutha. Nazwa planetoidy pochodzi od Güntera Reinmutha, syna odkrywcy. Przed nadaniem nazwy planetoida nosiła oznaczenie tymczasowe (1944) 1925 RA.